# Košarkaški klub Crvena zvezda 2016-2017
Questa voce raccoglie le informazioni riguardanti il  Košarkaški klub Crvena zvezda nelle competizioni ufficiali della stagione 2016-2017.

## Stagione
La stagione 2016-2017 del Košarkaški klub Crvena zvezda è la 11ª nel massimo campionato serbo di pallacanestro, la Košarkaška liga Srbije.
Guidata dal confermato tecnico Dejan Radonjić, la squadra ottiene numerosi successi. Vince la Coppa di Serbia battendo in finale il Partizan, la Lega Adriatica battendo in finale per tre partite a zero il Cedevita Zagabria e in campionato si qualifica per i play off dove elimina in semifinale per due partite a zero il Košarkaški klub Mega Leks Beograd e in finale per tre partite a zero il Košarkaški klub FMP Beograd vincendo il titolo nazionale.

## Roster
Aggiornato al 24 agosto 2019.
| Crvena zvezda mts 2016-17 | Crvena zvezda mts 2016-17 |
| Giocatori                 | Staff tecnico             |
| ------------------------- | ------------------------- |

| N. | Naz.                                       | Ruolo | Nome              | Anno | Alt.   | Peso   |  |
| -- | ------------------------------------------ | ----- | ----------------- | ---- | ------ | ------ |  |
| 0  | Stati Uniti (bandiera)                     | P     | Nate Wolters      | 1991 | 193 cm | 86 kg  |  |
| 2  | Stati Uniti (bandiera)                     | AG    | Deon Thompson     | 1988 | 204 cm | 109 kg |  |
| 4  | Serbia (bandiera)                          | P     | Nikola Rebić      | 1995 | 188 cm | 80 kg  |  |
| 6  | Serbia (bandiera)                          | AP    | Nemanja Dangubić  | 1993 | 204 cm | 88 kg  |  |
| 9  | Serbia (bandiera)                          | AG    | Luka Mitrović (C) | 1993 | 206 cm | 102 kg |  |
| 10 | Serbia (bandiera)                          | GA    | Branko Lazić      | 1989 | 196 cm | 87 kg  |  |
| 12 | Serbia (bandiera)                          | AG    | Boriša Simanić    | 1998 | 209 cm | 92 kg  |  |
| 13 | Serbia (bandiera)                          | AP    | Ognjen Dobrić     | 1994 | 200 cm | 93 kg  |  |
| 19 | Serbia (bandiera)                          | AP    | Marko Simonović   | 1986 | 203 cm | 95 kg  |  |
| 20 | Serbia (bandiera)                          | GA    | Petar Rakićević   | 1995 | 204 cm | 81 kg  |  |
| 22 | Stati Uniti (bandiera) · Serbia (bandiera) | G     | Charles Jenkins   | 1989 | 191 cm | 100 kg |  |
| 23 | Serbia (bandiera)                          | AP    | Marko Gudurić     | 1995 | 196 cm | 91 kg  |  |
| 24 | Serbia (bandiera)                          | P     | Stefan Jović      | 1990 | 198 cm | 94 kg  |  |
| 32 | Serbia (bandiera)                          | C     | Ognjen Kuzmić     | 1990 | 213 cm | 114 kg |  |
| 51 | Montenegro (bandiera)                      | AC    | Milko Bjelica     | 1984 | 207 cm | 102 kg |  |

| Allenatore                                                                                           |
| - Dejan Radonjić                                                                                     |
| Assistente/i                                                                                         |
| - Nikola Birač - Saša Kosović - Velibor Radović Legenda - (C) Capitano - (IN) Inattivo - Infortunato |

## Mercato

### Sessione estiva
| Acquisti | Acquisti              | Acquisti        | Acquisti      | Acquisti |
| R.a      | Nome                  | da              | Modalità      |          |
| -------- | --------------------- | --------------- | ------------- | -------- |
| AP       | Ognjen Dobrić         | FMP Belgrado    | fine prestito |          |
| C        | Ognjen Kuzmić         | Free agent      | definitivo    |          |
| G        | Charles Jenkins       | Olimpia Milano  | definitivo    |          |
| AC       | Milko Bjelica         | Darüşşafaka     | definitivo    |          |
| GA       | Petar Rakićević       | Metalac Valjevo | definitivo    |          |
| AG       | Marko Tejić           | FMP Belgrado    | fine prestito |          |
| AG       | Stefan Kenić          | FMP Belgrado    | fine prestito |          |
| AG       | Marko Radovanović     | FMP Belgrado    | fine prestito |          |
| G        | Aleksandar Aranitović | Mega Belgrado   | fine prestito |          |

| Cessioni | Cessioni          | Cessioni         | Cessioni         | Cessioni |
| R.       | Nome              | a                | Modalità         |          |
| -------- | ----------------- | ---------------- | ---------------- | -------- |
| P        | Vasilije Micić    | Bayern Monaco    | fine prestito    |          |
| C        | Dragan Apić       | FMP Belgrado     | rinnovo prestito |          |
| AG       | Marko Tejić       | Mega Belgrado    | prestito         |          |
| G        | Tarence Kinsey    | H. Gerusalemme   | fine contratto   |          |
| AG       | Quincy Miller     | Maccabi Tel Aviv | fine contratto   |          |
| A        | Dejan Davidovac   | FMP Belgrado     | rinnovo prestito |          |
| C        | Maik Zirbes       | Maccabi Tel Aviv | fine contratto   |          |
| C        | Vladimir Štimac   | Beşiktaş         | fine contratto   |          |
| AP       | Aleksa Radanov    | FMP Belgrado     | rinnovo prestito |          |
| AG       | Stefan Kenić      | Smederevo 1953   | fine contratto   |          |
| AG       | Marko Radovanović | Borac Čačak      | prestito         |          |
| AP       | Stefan Lazarević  | FMP Belgrado     | rinnovo prestito |          |

### Dopo l'inizio della stagione
| Acquisti | Acquisti      | Acquisti       | Acquisti        | Acquisti   |
| R.       | Nome          | da             | Data            | Modalità   |
| -------- | ------------- | -------------- | --------------- | ---------- |
| P        | Nate Wolters  | Denver Nuggets | 24 ottobre 2016 | definitivo |
| AG       | Deon Thompson | Galatasaray    | 2 gennaio 2017  | definitivo |

| Cessioni | Cessioni     | Cessioni      | Cessioni         | Cessioni    |
| R.       | Nome         | a             | Data             | Modalità    |
| -------- | ------------ | ------------- | ---------------- | ----------- |
| P        | Nikola Rebić | Mega Belgrado | 16 dicembre 2016 | rescissione |